# Somatotropine bovine
Pour l’article homonyme, voir Somatotropine.

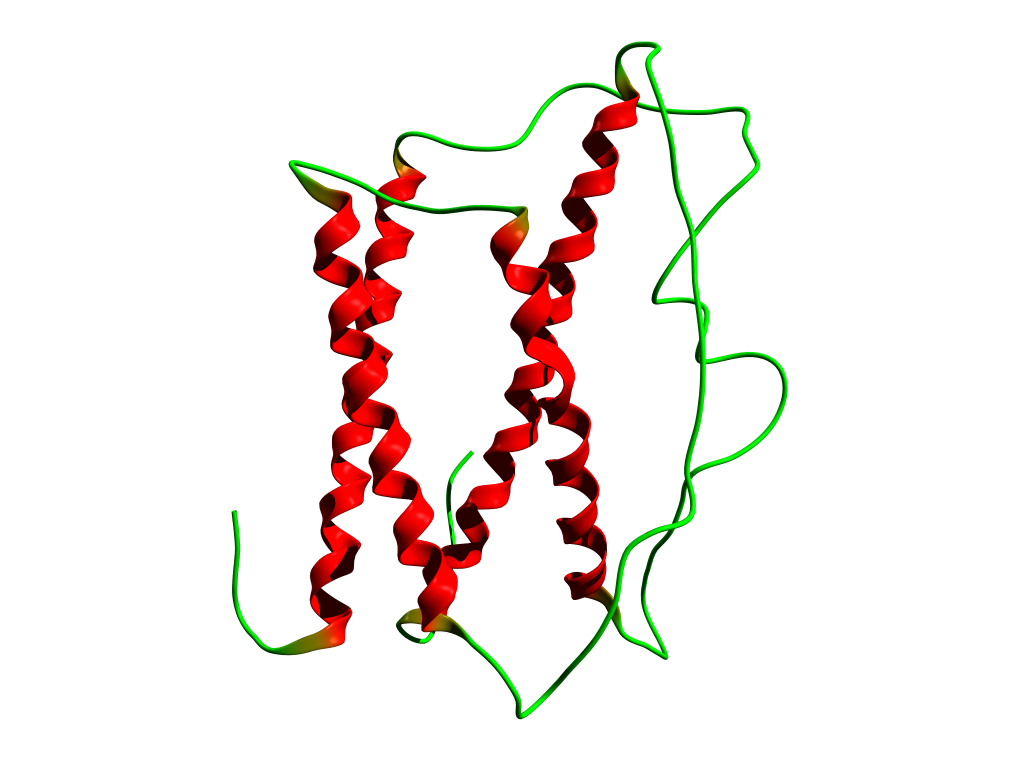
Illustration de 2010

La somatotropine bovine (STB) est une hormone protéinique produite par les glandes pituitaires des vaches laitières. Elle est aussi appelée hormone bovine de croissance ((en) bovine growth hormone, abrégé en BGH).
La STB peut être produite de façon synthétique en utilisant de l'ADN recombinant. La nouvelle hormone est appelée au choix :
- somatotropine bovine recombinée ((en) recombinant bovine somatotropin, abrégé en rBST) ;
- hormone bovine de croissance recombinée ((en) recombinant bovine growth hormone, abrégé en rBGH) ;
- hormone artificielle de croissance.

La rBST est injectée aux vaches pour augmenter leur production laitière. En 2008, Monsanto est la seule entreprise à commercialiser la rBST sous la marque déposée Posilac.
En août 2008, Monsanto a annoncé l'abandon de la production du Posilac. Monsanto a cédé le brevet au laboratoire pharmaceutique Eli Lilly, en particulier à sa branche Elanco chargée de la santé animale.

## Physiologie
La glande pituitaire de la vache déverse naturellement de la STB dans le sang. Quelques molécules s'attachent à des récepteurs dans le foie qui, à son tour, produit une hormone de croissance ressemblant à l'insuline (IGF-1) qui entrera aussi dans le sang. Ces deux hormones amènent différents effets sur le corps, incluant la catabolisation des gras, ce qui augmente l'énergie et prévient la mort des cellules mammaires. La catabolisation du gras et la prévention de la mort cellulaire seraient la cause d'une augmentation de la production du lait.
Des études ont démontré qu'il n'y a pas d'augmentation de concentration de la STB dans le lait lorsqu'une vache reçoit de la rBST par injection. Par contre, les études sont conflictuelles en ce qui concerne la quantité d'IGF-1 et d'IGF-2. La quantité d'IGF-1 et d'IGF-2 sécrétée varie grandement selon la période de lactation et si la vache est en gestation. La plupart des études ont montré que la concentration de ces hormones est légèrement plus élevée que la normale à différents moments, mais dans l'ensemble elles ont une concentration qui fluctue dans la fourchette de valeurs habituelles.

## Posilac
En 1937, il a été démontré que l'administration de la STB augmentait la production du lait en prévenant la mort des cellules mammaires des vaches laitières. Jusqu'aux années 1980, il y avait peu d'usage pour cette hormone, car la seule source était les cadavres des vaches. Pendant cette période, les connaissances sur les hormones augmentèrent. Monsanto développa une version recombinée de la STB, le Posilac, en 1994, fabriqué en faisant appel à la bactérie E. coli génétiquement modifiée. 
Un gène qui code la séquence acides aminés fabriquant la STB est inséré dans l'ADN du E. coli. Les bactéries sont alors brisées et séparées de la sBST, laquelle est purifiée en une hormone injectable. La plupart des hormones de ce type qui augmentent la quantité de lait sont nommées de différentes façons, mais la plupart réfèrent au produit commercialisé par Monsanto. 
Les documents publiés par Monsanto à propos de son produit indiquent que, lorsque l'hormone est injectée à une vache à lait, celle-ci peut augmenter sa production de lait jusqu'à 10 % sur une période de 300 jours.

## Controverses
L'usage de la rBST prête à controverses, car elle a des effets sur l'animal et sur l'humain.

### Santé animale
Deux méta-analyses ont été publiées à propos des effets de la rBGH sur la santé des bovins,. La production laitière augmente en moyenne de 11 % à 16 %, le risque clinique de mammite augmente d'environ 25 %, la fertilité diminue de 40 % et les risques cliniques de développer une boiterie augmentent de 55 %. Une étude a aussi rapporté une diminution des signes vitaux du corps, mais les auteurs spéculent qu'elle est attribuable à une différence dans le bol alimentaire.
Une commission scientifique de l'Union européenne a reçu comme mandat d'étudier l'incidence de la mammite et d'autres troubles sur les vaches laitières, ainsi que d'étudier la santé des vaches laitières. La commission a publié son rapport, validé par l'Union européenne, dans lequel elle affirme que l'usage de la rBST augmente substantiellement les problèmes de santé des vaches laitières, incluant des problèmes aux pieds, la mammite et des réactions cutanées lors des injections, phénomènes qui affectent le bien-être de l'animal et causent des troubles de reproduction. Le rapport a conclu que la rBST ne devrait pas être utilisée si l'on veut favoriser le bien-être et la santé des vaches laitières.
Santé Canada a interdit la vente de la rBST en 1999. La recommandation de comités externes affirme que, bien qu'ils n'aient pas trouvé de risques de santé significatifs pour les humains, l'hormone présentait un danger pour la santé des animaux et, pour cette raison, ne devait pas être vendue au Canada.

### Santé humaine
Des réserves ont été émises par différents groupes à propos de la concentration de deux substances dans le lait : la BST et l'IGF-1, hormone dont la concentration augmente à la suite des injections de rBST. Monsanto affirme que ces deux produits sont inoffensifs aux concentrations mesurées dans le lait pasteurisé. Selon la FDA, il n'y aurait pas de différences significatives entre le lait obtenu de vaches traitées à la rBST et celui de vaches non traitées.

### IGF-1
Les études produites par Monsanto démontrent que l'injection de rBST dans les vaches augmente la concentration de l'IGF-1 dans le lait, une hormone semblable chez les vaches et les humains. Monsanto affirme qu'il n'y a pas de danger à consommer du lait ou de la viande de vaches traitées à la BST, et que la seule différence entre le lait tiré d'une vache traitée et une autre non traitée est la concentration d'IGF-1, mais ces concentrations sont similaires dans le lait de vaches non traitées. De plus, la quantité d'IGF-1 dans le lait est négligeable comparée à la quantité d'IGF-1 produite par le corps.
Des détracteurs répliquent que la rBGH provoque des différences en plus d'une concentration plus élevée d'IGF-1, la plus importante étant que la BST et la rBST possèdent une chaîne d'acides aminés différente, laquelle peut altérer la manière dont une protéine interagit avec le système immunitaire. Un rapport de Santé Canada sur la rBST affirme qu'il n'y a pas de problèmes biologiques en regard de la santé humaine, sauf pour certaines personnes qui éprouvent une suractivation du système immunitaire. Des études ont découvert des liens entre le niveau d'IGF-1 dans les sérums de personnes souffrant de certaines maladies, dont les cancers du sein, de la prostate et du rectum, un plus haut risque de diabète sucré chez les humains, une durée de vie raccourcie chez les animaux et une augmentation du taux de naissance de jumeaux humains.

### Poursuite judiciaire contre WTVT (Fox)
Une station de télévision affiliée au réseau Fox, WTVT située à Tampa, en Floride, a été poursuivie par Steve Wilson et Jane Akre, deux journalistes à son service, à propos de reportages sur les aspects néfastes de la rBGH sur les humains. Les journalistes, qui avaient au départ l'approbation de la station, écrivirent un document en 1996 qui listait les risques sur la santé humaine de la rBGH. Cependant, la station rejeta ce document et insista pour qu'ils rédigent une autre histoire en s'appuyant sur des statistiques fournies par Monsanto. Ils produisirent 80 versions différentes de leur histoire, toutes rejetées, et furent finalement licenciés par Fox.
Après un procès de cinq semaines qui se termina le 18 août 2000, le jury d'une cour d'État de Floride a unanimement déterminé que Fox « a intentionnellement et délibérément agi pour falsifier ou déformer les reportages des plaignants à propos de la BGH ». De plus, le jury a aussi découvert que la menace de dénonciation à la Federal Communications Commission (FCC) de la part d'Akre à propos du comportement de Fox était la seule raison pour laquelle elle a perdu son emploi. Le jury a demandé un dédommagement de 425 000 USD.
Fox a interjeté appel le 14 février 2003, lorsqu'une cour d'appel a émis un jugement invalidant les conclusions du jury, acceptant un argument de la défense qui avait été rejeté par trois autres juges à six occasions différentes. La décision de la cour d'appel s'appuyait sur les politiques du FCC qui n'obligent pas que les nouvelles diffusées soient vraies, puisque la FCC n'a aucun pouvoir légal dans ce domaine. Le reportage éventuellement diffusé sur la BGH ne contenait aucune statistique qui pouvait laisser croire qu'il y avait des dangers pour la santé humaine.
Cette histoire est décrite dans les documentaires The Corporation et Outfoxed.

## Législations
L'usage de la somatotropine bovine est controversée en 2008. Bien qu'elle soit utilisée de façon limitée aux États-Unis, elle est interdite au Canada, chez des membres de l'Union européenne, en Australie et en Nouvelle-Zélande.

### Aux États-Unis
En 1993, le produit est approuvé pour usage aux États-Unis par la FDA et commence à être utilisé en 1994. En 2008, le produit est vendu sur le continent dans 48 États différents, le Michigan l'interdisant. Selon Monsanto, environ le tiers des vaches laitières aux États-Unis reçoivent du Posilac. Environ 8 000 producteurs laitiers l'utilisent. C'est le produit vétérinaire pour vaches laitières le plus vendu aux États-Unis. Plusieurs scientifiques impliqués dans l'évaluation du Posilac ont été négligés ou obligés de quitter la FDA lorsqu'ils ont exprimé des réserves à propos du processus d'évaluation du produit, d'autres ont exprimé leurs inquiétudes à mots couverts de peur de subir les foudres des autorités.

#### Application
La FDA n'exige pas d'étiquetage particulier pour les produits obtenus de vaches laitières traitées à la rbST, mais Monsanto a attaqué en justice différentes entreprises laitières qui voulaient indiquer sur les briques de lait qu'elles produisaient qu'il ne contenait pas d'hormone, car il est faux de prétendre que le lait ne contient aucune hormone. Monsanto a poursuivi une entreprise laitière qui s'était engagée à ne vendre aucun produit contenant une hormone synthétique de croissance. L'entreprise laitière a affirmé que leur désaccord ne tournait pas autour des évidences scientifiques à propos de l'innocuité du Posilac (la plainte principale de Monsanto portait sur l'étiquetage), mais plutôt qu'elle était plus intéressée à commercialiser du lait qu'un médicament. La poursuite s'est terminée lorsque l'entreprise a accepté d'ajouter sur ses étiquettes une mention précisant que "aucune différence significative n'a été découverte entre le lait de vache traité (aux hormones de synthèses) et le lait de vache non traité".
La demande pour du lait sans hormones synthétiques a augmenté de 500 % aux É.-U. depuis que Monsanto a introduit sa rBST. Le lait biologique est le produit dont les ventes croissent le plus rapidement dans le secteur des produits biologiques.

### Hors États-Unis
Au Japon, en Australie, en Nouvelle-Zélande et au Canada, la rBST n'est pas approuvée.
L'Union européenne a déclaré en 1990 que l'usage de la rBST n'occasionne pas de problèmes de santé mais, en 1993, un moratoire a été placé sur son usage par ses 27 pays membres.
Santé Canada a refusé d'approuver la rBST pour usage dans les laiteries canadiennes. Cependant, l'étude qu'il a commandée « n'a trouvé aucune raison biologique probable d'avoir des inquiétudes en ce qui a trait à la santé des personnes si la rBST était approuvée à la vente au Canada ». La seule exception à cette affirmation est la présence d'anticorps (probablement due à une hypersensibilité) lors d'une étude sur des rats.